# Euphyia cortadoides
Euphyia cortadoides är en fjärilsart som beskrevs av Paul Dognin 1893. Euphyia cortadoides ingår i släktet Euphyia och familjen mätare. Inga underarter finns listade i Catalogue of Life.